# Pierre Maillard (diplomate)
Pour les articles homonymes, voir Pierre Maillard et Maillard.
Pierre Maillard, né le 24 juin 1916 à Laval et mort le 22 juillet 2018 à Châtenay-Malabry, est un diplomate français. Il fut conseiller diplomatique du général Charles de Gaulle de 1959 à 1964.

## Biographie

### Formation
Après des études au Lycée Buffon et Louis-le-Grand, Pierre Maillard est admis à l'École normale supérieure de la rue d'Ulm en 1937. Il est licencié en lettres et en droit, puis agrégé d'allemand.
En 1942, Pierre Maillard est admis au concours d'entrée dans les carrières diplomatiques et consulaires.

### Carrière diplomatique
De 1942 à 1943, Pierre Maillard est attaché d'ambassade à Berne puis. En décembre 1943, il est membre de la représentation du Comité français de libération en Suisse et, en septembre 1944, chef de l'Office français des réfugiés en Suisse. 
En 1945, il devient Chef de cabinet du secrétaire général aux Affaires allemandes et autrichiennes. En 1946, il est deuxième secrétaire d'ambassade en Grande-Bretagne. En 1948, il rejoint l'administration centrale (section Europe) du Ministère des Affaires étrangères.
En 1949, il est nommé adjoint au ministre plénipotentiaire, suppléant du ministre des Affaires étrangères pour la négociation du traité d'État autrichien, puis comme Premier secrétaire en Autriche (en 1950). En 1952, il est affecté au Secrétariat des conférences. En 1953, il devient sous-directeur à l'administration centrale (section Sarre), puis, en 1954, sous-directeur puis chef du service du Levant.
De 1954 à 1957, Pierre Maillard est maître de conférence à l'École libre des sciences politiques. En 1958, il devient directeur politique du Conseil de l'Europe à Strasbourg.

### 1959-1964: Conseiller de de Gaulle
En 1959, Pierre Maillard est appelé à l'Élysée comme Conseiller diplomatique du Général de Gaulle, fonctions qu'il exerce jusqu'en mai 1964.

### De 1964 à la retraite
Ministre plénipotentiaire en 1960, Pierre Maillard est nommé Secrétaire général de la Défense nationale de 1964 à 1968. 
De 1965 à 1969, il est membre du conseil d'administration de l'agence Havas.
De 1970 à 1975, il est ambassadeur, délégué permanent de la France auprès de l'Organisation des Nations unies pour l'éducation, la science et la culture (UNESCO). 
De 1975 à 1979, il est conseiller diplomatique du gouvernement chargé notamment du dialogue euro-arabe.
En 1979, Pierre Maillard est nommé Ambassadeur de France en Chine (non installé).
En 1979 à 1981, il est ambassadeur de France au Canada puis est élevé à la dignité d'ambassadeur de France. 
En 1982, il est chargé de mission auprès de Jean-Pierre Chevènement au Ministère de la Recherche et de l'industrie.

### Retraite
Depuis 1983, il est membre de l'Institut Charles-de-Gaulle puis de la Fondation du même nom. 
De 1996 à 2001, Pierre Maillard est membre du Conseil économique et social d'Île-de-France.
En 1996 et 1997, il est vice-président de l'association Défense de la langue française.
En 2003, avec le général Pierre Marie Gallois, initiateur de la force nucléaire de la France et Henri Fouquereau, président du Mouvement démocrate français, il fonde le Forum pour la France, un regroupement de personnalités politiques qui œuvre pour « la souveraineté et l'indépendance de la France ». Il a ainsi milité pour le « non » au référendum sur le projet de traité constitutionnel européen notamment dans le cadre européen et dans une perspective gaulliste.
En 2010, après la disparition du général Gallois, il devient président du Forum pour la France, Henri Fouquereau assurant le secrétariat général.[réf. nécessaire]

## Publications
- Formons des hommes, 1952[4]
- Pierre Maillard (préf. Maurice Schumann), De Gaulle et l'Allemagne : le rêve inachevé, Paris, Plon, coll. « Espoir », 1990 (réimpr. 2001), 321 + 8 (ISBN 2-259-02143-3, BNF 35075034)
- Pierre Maillard, De Gaulle et l'Europe : entre la nation et Maastricht, Paris, Tallandier, coll. « Approches » (no 22), 1995, 370 p. (ISBN 2-235-02131-X, BNF 37481255)
- Pierre Maillard (préf. Yves Guéna), De Gaulle et le problème allemand : Les leçons d'un grand dessein, Oeil, 2001, 314 p. (ISBN 978-2-86839-692-1)
- Pierre Maillard, Pierre Marie Gallois (dir.) et al., La Tragédie européenne et la France, Paris, François-Xavier de Guibert, 2004, 229 p. (ISBN 2-86839-902-9, BNF 39235719)
- Pierre Maillard, La Constitution et la Turquie : l'Europe et de Gaulle trahis, Paris, François-Xavier de Guibert, 2005, 60 p. (ISBN 2-86839-974-6, BNF 40010711)

## Prix et récompenses

### Décorations
- Commandeur de la Légion d'honneur (1989)[5]
- Grand officier de l'ordre national du Mérite
- Chevalier de l'ordre des Palmes académiques
- Commandeur de l'Étoile noire

### Prix littéraires
- Prix Paul-Teissonnière, pour Formons des hommes (1952)[4]
- Prix Eugène Colas, pour De Gaulle et l’Allemagne, Le Rêve inachevé (1991)[4]

## Hommage
- Hommage de Bertrand Renouvin, publié dans Royaliste page 2, 10 septembre 2018.

## Sources et références

### Sources
Les papiers personnels de Pierre Maillard sont conservés aux Archives nationales sous la cote 583AP.